# 梅迪納 (紐約州)
梅迪納（英語：Medina）是位於美國紐約州奧爾良縣的村。

## 人口
根據2020年美國人口普查的數據，梅迪納的面積為8.74平方千米，當中陸地面積為8.54平方千米，而水域面積為0.20平方千米。當地共有人口6047人，而人口密度為每平方千米692人。